# Kirgizië op de Olympische Zomerspelen 2024
Kirgizië nam deel aan de Olympische Zomerspelen 2024 in Parijs.

## Medailleoverzicht
| Medaille | Naam                   | Sport     | Onderdeel                         | Datum            |
| -------- | ---------------------- | --------- | --------------------------------- | ---------------- |
| Zilver   | Meerim Zhumanazarova   | Worstelen | Vrije stijl Lichtzwaar -68 kg (v) | 6 augustus 2024  |
| Zilver   | Munarbek Seiitbek Uulu | Boksen    | Vedergewicht -57 kg (m)           | 10 augustus 2024 |
|          |                        |           |                                   |                  |
| Brons    | Zholaman Sharshenbekov | Worstelen | Grieks-Romeins Bantam -60 kg (m)  | 6 augustus 2024  |
| Brons    | Akzjol Machmoedov      | Worstelen | Grieks-Romeins Welter -77 kg (m)  | 7 augustus 2024  |
| Brons    | Uzur Dzhuzupbekov      | Worstelen | Grieks-Romeins Zwaar -97 kg (m)   | 7 augustus 2024  |
| Brons    | Aisuluu Tynybekova     | Worstelen | Vrije stijl Midden -62 kg (v)     | 10 augustus 2024 |

## Aantal Deelnemers
Hieronder volgt een overzicht van de atleten die zich kwalificeerden voor de Olympische Zomerspelen van 2024.
| Sport     | Mannen | Vrouwen | Totaal |
| --------- | ------ | ------- | ------ |
| Atletieek | 0      | 1       | 1      |
| Boksen    | 1      | 0       | 1      |
| Judo      | 2      | 0       | 2      |
| Worstelen | 7      | 3       | 10     |
| Zwemmen   | 1      | 1       | 2      |
| totaal    | 11     | 5       | 16     |

## Deelnemers en resultaten

### Atletiek

#### Loopnummers
Mannen
| atleet            | onderdeel | voorronde | voorronde | series | series | herkansingen | herkansingen | halve finale | halve finale | finale     | finale |
| atleet            | onderdeel | tijd      | rang      | tijd   | rang   | tijd         | rang         | tijd         | rang         | tijd       | rang   |
| ----------------- | --------- | --------- | --------- | ------ | ------ | ------------ | ------------ | ------------ | ------------ | ---------- | ------ |
| Sardana Trofimova | marathon  | n.v.t.    | n.v.t.    | n.v.t. | n.v.t. | n.v.t.       | n.v.t.       | n.v.t.       | n.v.t.       | 2.26.47 NR | 14     |

### Boksen
Mannen
| atleet                 | onderdeel    | eerste ronde         | tweede ronde         | kwartfinale          | halve finale         | finale               | rang   |
| atleet                 | onderdeel    | tegenstander uitslag | tegenstander uitslag | tegenstander uitslag | tegenstander uitslag | tegenstander uitslag | rang   |
| ---------------------- | ------------ | -------------------- | -------------------- | -------------------- | -------------------- | -------------------- | ------ |
| Munarbek Seiitbek Uulu | vedergewicht | n.v.t.               | Horta W 3 - 2        | Harvey W 3 - 2       | Ibáñez W 4 - 1       | Khalokov V 0 - 5     | Zilver |

### Judo
Mannen
| atleet                 | onderdeel | eerste ronde         | tweede ronde             | kwartfinale          | halve finale         | herkansing           | finale / BM          | finale / BM    |
| atleet                 | onderdeel | tegenstander uitslag | tegenstander uitslag     | tegenstander uitslag | tegenstander uitslag | tegenstander uitslag | tegenstander uitslag | rang           |
| ---------------------- | --------- | -------------------- | ------------------------ | -------------------- | -------------------- | -------------------- | -------------------- | -------------- |
| Kubanychbek Aibek Uulu | −66 kg    | Iadov V 0 - 11       | niet geplaatst           | niet geplaatst       | niet geplaatst       | niet geplaatst       | niet geplaatst       | niet geplaatst |
| Erlan Sherov           | −90 kg    | Morales W 10 - 00    | Mosakhlishvili V 00 - 10 | niet geplaatst       | niet geplaatst       | niet geplaatst       | niet geplaatst       | niet geplaatst |

### Worstelen

#### Grieks-Romeinse stijl
Mannen
| atleet                 | onderdeel | eerste ronde         | kwartfinale          | halve finale         | herkansing           | finale / BM          | finale / BM |
| atleet                 | onderdeel | tegenstander uitslag | tegenstander uitslag | tegenstander uitslag | tegenstander uitslag | tegenstander uitslag | rang        |
| ---------------------- | --------- | -------------------- | -------------------- | -------------------- | -------------------- | -------------------- | ----------- |
| Zholaman Sharshenbekov | −60 kg    | Sultangali W 6 - 3PP | Arnăut W 9 - 0ST     | Fumita V 3 - 4PP     | bye                  | Mohseennejad W 3 - 1 | Brons       |
| Amantur Ismailov       | −67 kg    | Zoidze W 12 - 1ST    | Nasibov V 7 - 6PP    | niet geplaatst       | Nemeš W 8 - 0ST      | Jafarov V 0 - 8      | 5           |
| Akzhol Makhmudov       | −77 kg    | Bey W 4 - 1PP        | Zhadrayev V 1 - 3PP  | niet geplaatst       | Ceuro W 9 - 0ST      | Suleymanov W 6 - 5   | Brons       |
| Uzur Dzhuzupbekov      | −97 kg    | Venckaitis W 5 - 1PP | Saravi V 0 - 8ST     | niet geplaatst       | Rau W 9 - 4PP        | Gabr W 2 - 1         | Brons       |

#### Vrije stijl
Mannen
| atleet             | onderdeel | eerste ronde         | kwartfinale          | halve finale         | herkansing           | finale / BM          | finale / BM    |
| atleet             | onderdeel | tegenstander uitslag | tegenstander uitslag | tegenstander uitslag | tegenstander uitslag | tegenstander uitslag | rang           |
| ------------------ | --------- | -------------------- | -------------------- | -------------------- | -------------------- | -------------------- | -------------- |
| Bekzat Almaz Uulu  | −57 kg    | Kartbay W 4 - 1SP    | Lee V 2 - 12         | niet geplaatst       | Zou W W 7F - 4       | Abdullaev V 1 - 5    | 5              |
| Ernazar Akmataliev | −65 kg    | Musukaev V 0 - 11    | niet geplaatst       | niet geplaatst       | niet geplaatst       | niet geplaatst       | niet geplaatst |
| Aiaal Lazarev      | −125 kg   | Zare V 0 - 5         | niet geplaatst       | niet geplaatst       | Dhesi W 5 - 0        | Akgül V 0 - 7        | 5              |

Vrouwen
| atlete               | onderdeel | eerste ronde                     | kwartfinale          | halve finale         | herkansing           | finale / BM          | finale / BM |
| atlete               | onderdeel | tegenstander uitslag             | tegenstander uitslag | tegenstander uitslag | tegenstander uitslag | tegenstander uitslag | rang        |
| -------------------- | --------- | -------------------------------- | -------------------- | -------------------- | -------------------- | -------------------- | ----------- |
| Aisuluu Tynybekova   | −62 kg    | Kolawole W 5 - 1                 | Miracle W 6 - 6      | Koliadenko V 2 - 9   | bye                  | Orkhon W 6 - 6       | Brons       |
| Meerim Zhumanazarova | −68 kg    | Enkhsaikhany Delgermaa W 8 - 3PP | Ozaki W 8 - 6PP      | Oborududu W 3 - 1PP  | bye                  | Elor V 0 - 3         | Zilver      |
| Aiperi Medet Kyzy    | −76 kg    | Wang J W 4 - 1PP                 | Hooda W 1 - 1PP      | Blades V 6 - 8PP     | bye                  | Marín V 0 - 6P0      | =5          |

### Zwemmen
Mannen
| atleet          | onderdeel        | series  | series | halve finale   | halve finale   | finale         | finale         |
| atleet          | onderdeel        | tijd    | rang   | tijd           | rang           | tijd           | rang           |
| --------------- | ---------------- | ------- | ------ | -------------- | -------------- | -------------- | -------------- |
| Denis Petrashov | 100 m schoolslag | 1.00,42 | 23     | niet geplaatst | niet geplaatst | niet geplaatst | niet geplaatst |
| Denis Petrashov | 200 m schoolslag | 2.10,99 | 16 Q   | 2.10,19        | 14             | niet geplaatst | niet geplaatst |

Vrouwen
| atleet                | onderdeel       | series | series | halve finale   | halve finale   | finale         | finale         |
| atleet                | onderdeel       | tijd   | rang   | tijd           | rang           | tijd           | rang           |
| --------------------- | --------------- | ------ | ------ | -------------- | -------------- | -------------- | -------------- |
| Elizaveta Pecherskikh | 50 m vrije slag | 26,26  | 30     | niet geplaatst | niet geplaatst | niet geplaatst | niet geplaatst |